# Влахчени
Влахчени или Влахчани (на македонска литературна норма: Влахчени) е бивше село в Северна Македония, в северния дял на община Велес.

## География
Селото е било разположено на десния бряг на река Вардар, в областта Грохот срещу село Сопот, в чието землище попада днес.

## История
През 1859 година Йордан Хаджиконстантинов-Джинот пише, че Влахчани е село с 10 къщи турци. В „Етнография на вилаетите Адрианопол, Монастир и Салоника“, издадена в Константинопол в 1878 година и отразяваща статистиката на населението от 1873 г., Влахчани (Vlahtchani) е посочено като село с 6 домакинства и 12 жители мюсюлмани – „българи, които са приели исляма, но които все още говорят на своя език и са запазили всичките си самобитни обичаи“ – и 16 жители българи.
Според статистиката на Васил Кънчов („Македония. Етнография и статистика“) от 1900 г. Влахчени е изцяло българско село с 40 жители българи християни и 60 турци.
По данни на секретаря на Българската екзархия Димитър Мишев („La Macédoine et sa Population Chrétienne“) в 1905 година във Влахчане (Vlahtchané) има 32 българи екзархисти.
При избухването на Балканската война в 1912 година един човек от Влахчени е доброволец в Македоно-одринското опълчение.
На етническата си карта от 1927 година Леонард Шулце Йена показва Влахчани (Vlahcani) като турско село.